# Station 19/Episodenliste

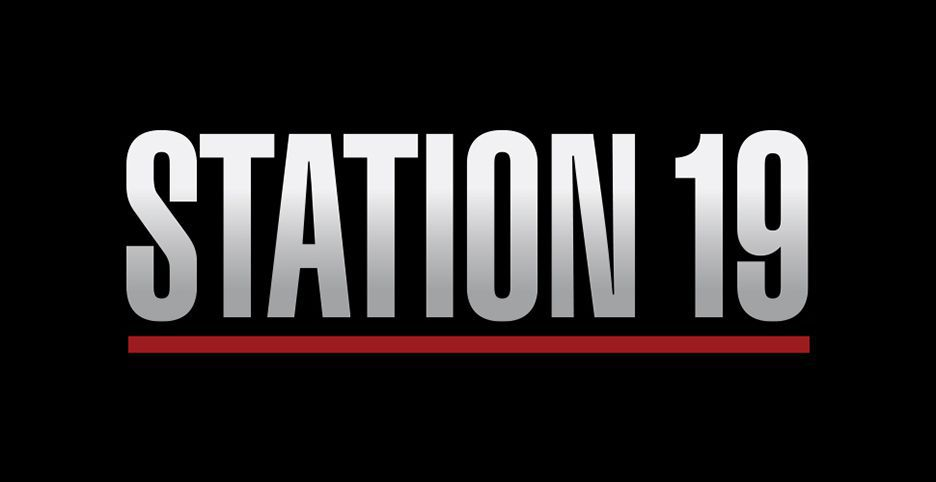
Logo zur Serie

Diese Episodenliste enthält alle Episoden der US-amerikanischen Dramaserie Station 19, sortiert nach der US-amerikanischen Erstausstrahlung. Die Fernsehserie umfasst insgesamt sieben Staffeln mit 105 Episoden.

## Übersicht
| Staffel        | Episodenanzahl | Erstausstrahlung USA | Erstausstrahlung USA | Deutschsprachige Erstausstrahlung | Deutschsprachige Erstausstrahlung |
| Staffel        | Episodenanzahl | Premiere             | Finale               | Premiere                          | Finale                            |
| -------------- | -------------- | -------------------- | -------------------- | --------------------------------- | --------------------------------- |
| Backdoor-Pilot | 1              | 1. März 2018         | 1. März 2018         | 4. Juni 2018                      | 4. Juni 2018                      |
| 1              | 10             | 22. März 2018        | 17. Mai 2018         | 16. Juli 2018                     | 17. September 2018                |
| 2              | 17             | 4. Oktober 2018      | 16. Mai 2019         | 25. März 2019                     | 29. Juli 2019                     |
| 3              | 16             | 23. Januar 2020      | 14. Mai 2020         | 31. August 2020                   | 23. November 2020                 |
| 4              | 16             | 12. November 2020    | 3. Juni 2021         | 21. April 2021                    | 1. September 2021                 |
| 5              | 18             | 30. September 2021   | 19. Mai 2022         | 21. März 2022                     | 1. August 2022                    |
| 6              | 18             | 6. Oktober 2022      | 18. Mai 2023         | 10. April 2023                    | 14. August 2023                   |
| 7              | 10             | 14. März 2024        | 30. Mai 2024         | 1. Juli 2024                      | 9. September 2024                 |

## Backdoor-Pilot
| Nr. | Deutscher Titel  | Originaltitel               | Erstausstrahlung USA | Deutschsprachige Erstausstrahlung (CH) | Regie           | Drehbuch    | Zuschauer (USA) |
| --- | ---------------- | --------------------------- | -------------------- | -------------------------------------- | --------------- | ----------- | --------------- |
| 1   | Anruf aus Madrid | You Really Got a Hold on Me | 1. März 2018         | 4. Juni 2018                           | Nzingha Stewart | Stacy McKee | 7,52 Mio.       |

## Staffel 1
Die Erstausstrahlung der ersten Staffel war vom 22. März bis zum 17. Mai 2018 beim US-amerikanischen Sender ABC zu sehen. Die deutschsprachige Erstausstrahlung sendete der österreichische Free-TV-Sender ORF eins vom 16. Juli bis 17. September 2018.
| Nr. (ges.) | Nr. (St.) | Deutscher Titel | Originaltitel       | Erstausstrahlung USA | Deutschsprachige Erstausstrahlung (A) | Regie           | Drehbuch            | Zuschauer (USA) |
| ---------- | --------- | --------------- | ------------------- | -------------------- | ------------------------------------- | --------------- | ------------------- | --------------- |
| 1          | 1         | Festgefahren    | Stuck               | 22. März 2018        | 16. Juli 2018                         | Paris Barclay   | Stacy McKee         | 5,43 Mio.       |
| 2          | 2         | Unsichtbar      | Invisible To Me     | 22. März 2018        | 23. Juli 2018                         | Paris Barclay   | Stacy McKee         | 5,43 Mio.       |
| 3          | 3         | Alles im Griff  | Contain the Flame   | 29. März 2018        | 30. Juli 2018                         | Mary Lou Belli  | Wendy Calhoun       | 5,86 Mio.       |
| 4          | 4         | Seifenblasen    | Reignited           | 5. Apr. 2018         | 6. Aug. 2018                          | Dennis Smith    | Ilene Rosenzweig    | 5,09 Mio.       |
| 5          | 5         | Schock          | Shock to the System | 12. Apr. 2018        | 13. Aug. 2018                         | Milan Cheylov   | Anupam Nigam        | 5,59 Mio.       |
| 6          | 6         | Teamwork        | Stronger Together   | 12. Apr. 2018        | 20. Aug. 2018                         | Nzingha Stewart | Angela L. Harvey    | 5,41 Mio.       |
| 7          | 7         | Zurückhaltung   | Let It Burn         | 26. Apr. 2018        | 27. Aug. 2018                         | James Hanlon    | Barbara Kaye Friend | 5,17 Mio.       |
| 8          | 8         | Timing          | Every Second Counts | 3. Mai 2018          | 3. Sep. 2018                          | Marisol Adler   | Tia Napolitano      | 5,14 Mio.       |
| 9          | 9         | Heiße Phase     | Hot Box             | 10. Mai 2018         | 10. Sep. 2018                         | Nicole Rubio    | Phillip Iscove      | 4,45 Mio.       |
| 10         | 10        | Keine Helden    | Not Your Hero       | 17. Mai 2018         | 17. Sep. 2018                         | Paris Barclay   | Stacy McKee         | 5,10 Mio.       |

## Staffel 2
Die zweite Staffel wurde zwischen dem 4. Oktober 2018 und dem 16. Mai 2019 auf ABC ausgestrahlt. Die deutschsprachige Erstausstrahlung sendete der österreichische Free-TV-Sender ORF eins vom 25. März bis 29. Juli 2019.
| Nr. (ges.) | Nr. (St.) | Deutscher Titel          | Originaltitel            | Erstausstrahlung USA | Deutschsprachige Erstausstrahlung (A) | Regie            | Drehbuch                    | Zuschauer (USA) |
| ---------- | --------- | ------------------------ | ------------------------ | -------------------- | ------------------------------------- | ---------------- | --------------------------- | --------------- |
| 11         | 1         | Genesung                 | No Recovery              | 4. Okt. 2018         | 25. März 2019                         | Paris Barclay    | Stacy McKee                 | 5,17 Mio.       |
| 12         | 2         | Unter der Oberfläche     | Under The Surface        | 11. Okt. 2018        | 1. Apr. 2019                          | Milan Cheylov    | Tia Napolitano              | 6,54 Mio.       |
| 13         | 3         | Ballast                  | Home To Hold Onto        | 18. Okt. 2018        | 8. Apr. 2019                          | Tessa Blake      | Anupam Nigam                | 4,16 Mio.       |
| 14         | 4         | Verlorenes Vertrauen     | Lost And Found           | 25. Okt. 2018        | 15. Apr. 2019                         | Marcus Stokes    | Jim Campolongo              | 5,02 Mio.       |
| 15         | 5         | Jede Sekunde zählt       | Do A Little Harm…        | 1. Nov. 2018         | 29. Apr. 2019                         | Sylvain White    | Angela L. Harvey            | 4,89 Mio.       |
| 16         | 6         | Der letzte Tag auf Erden | Last Day On Earth        | 8. Nov. 2018         | 6. Mai 2019                           | Steve Robin      | Phillip Iscove              | 5,10 Mio.       |
| 17         | 7         | Stürmische Zeiten        | Weather The Storm        | 15. Nov. 2018        | 13. Mai 2019                          | Oliver Bokelberg | Stacy McKee                 | 5,91 Mio.       |
| 18         | 8         | Ungewissheit             | Crash and Burn           | 7. März 2019         | 20. Mai 2019                          | Paris Barclay    | Tia Napolitano              | 5,24 Mio.       |
| 19         | 9         | Spielraum                | I Fought the Law         | 14. März 2019        | 27. Mai 2019                          | Sydney Freeland  | Barbara Kaye Friend         | 5,02 Mio.       |
| 20         | 10        | Funkenflug               | Crazy Train              | 21. März 2019        | 3. Juni 2019                          | Daryn Okada      | Anupam Nigam                | 5,55 Mio.       |
| 21         | 11        | Stabilität               | Baby Boom                | 28. März 2019        | 17. Juni 2019                         | Marcus Stokes    | Molly Green & James Leffler | 5,44 Mio.       |
| 22         | 12        | Schwere Geburt           | When It Rains, It Pours! | 4. Apr. 2019         | 24. Juni 2019                         | Ellen Pressman   | Trey Callaway               | 2,26 Mio.       |
| 23         | 13        | Lichtblicke              | The Dark Night           | 11. Apr. 2019        | 1. Juli 2019                          | Stacey K. Black  | Phillip Iscove              | 5,38 Mio.       |
| 24         | 14        | Erkenntnisse             | Friendly Fire            | 18. Apr. 2019        | 8. Juli 2019                          | DeMane Davis     | Jim Campolongo              | 4,96 Mio.       |
| 25         | 15        | Allzeit bereit           | Always Ready             | 2. Mai 2019          | 15. Juli 2019                         | Nicole Rubio     | Tia Napolitano              | 6,39 Mio.       |
| 26         | 16        | Glockenläuten            | For Whom The Bell Tolls  | 9. Mai 2019          | 22. Juli 2019                         | Tessa Blake      | Barbara Kaye Friend         | 5,05 Mio.       |
| 27         | 17        | Flächenbrand             | Into the Wildfire        | 16. Mai 2019         | 29. Juli 2019                         | Paris Barclay    | Stacy McKee                 | 4,82 Mio.       |

## Staffel 3
Die Erstausstrahlung der dritten Staffel war vom 23. Januar bis 14. Mai 2020 auf dem US-amerikanischen Sender ABC zu sehen. Die deutschsprachige Erstausstrahlung war vom 31. August bis zum 23. November 2020 beim österreichischen Free-TV-Sender ORFeins zu sehen.
| Nr. (ges.) | Nr. (St.) | Deutscher Titel           | Originaltitel                             | Erstausstrahlung USA | Deutschsprachige Erstausstrahlung (A) | Regie            | Drehbuch                        | Zuschauer (USA) |
| ---------- | --------- | ------------------------- | ----------------------------------------- | -------------------- | ------------------------------------- | ---------------- | ------------------------------- | --------------- |
| 28         | 1         | Totalschaden              | I Know This Bar                           | 23. Jan. 2020        | 31. Aug. 2020                         | Paris Barclay    | Krista Vernoff                  | 7,02 Mio.       |
| 29         | 2         | Explosionsgefahr          | Indoor Fireworks                          | 30. Jan. 2020        | 31. Aug. 2020                         | Paris Barclay    | Kiley Donovan                   | 6,12 Mio.       |
| 30         | 3         | Nachwehen                 | Eulogy                                    | 6. Feb. 2020         | 14. Sep. 2020                         | Eric Laneuville  | Anupam Nigam                    | 5,92 Mio.       |
| 31         | 4         | Machtkämpfe               | House Where Nobody Lives                  | 13. Feb. 2020        | 21. Sep. 2020                         | Oliver Bokelberg | Meghann Plunkett                | 6,00 Mio.       |
| 32         | 5         | Ehrgeiz                   | Into the Woods                            | 20. Feb. 2020        | 28. Sep. 2020                         | Andy Wolk        | Tyrone Finch                    | 6,27 Mio.       |
| 33         | 6         | Kälteschock               | Ice Ice Baby                              | 27. Feb. 2020        | 28. Sep. 2020                         | Tessa Blake      | Rob Giles                       | 6,59 Mio.       |
| 34         | 7         | Gefühlsschwankungen       | Satellite of Love                         | 5. März 2020         | 5. Okt. 2020                          | Paris Barclay    | Chris Downey                    | 6,00 Mio.       |
| 35         | 8         | Wo gehörst du hin?        | Born to Run                               | 12. März 2020        | 5. Okt. 2020                          | David Greenspan  | Jill Weinberger                 | 6,64 Mio.       |
| 36         | 9         | Auf verlorenem Posten     | Poor Wandering One                        | 19. März 2020        | 12. Okt. 2020                         | Janice Cooke     | Brian Anthony                   | 7,39 Mio.       |
| 37         | 10        | Von der Seele reden       | Something About What Happens When We Talk | 26. März 2020        | 12. Okt. 2020                         | Yangzom Brauen   | Krista Vernoff                  | 6,90 Mio.       |
| 38         | 11        | Kontrollzwänge            | No Days Off                               | 2. Apr. 2020         | 19. Okt. 2020                         | Tom Verica       | Cinque Henderson                | 7,16 Mio.       |
| 39         | 12        | Wir sehen uns             | I’ll Be Seeing You                        | 9. Apr. 2020         | 9. Nov. 2020                          | Daryn Okada      | Anupam Nigam & Meghann Plunkett | 7,56 Mio.       |
| 40         | 13        | Enthüllungen              | Dream a Little Dream of Me                | 16. Apr. 2020        | 9. Nov. 2020                          | Stacey K. Black  | Rob Giles                       | 6,72 Mio.       |
| 41         | 14        | Geister der Vergangenheit | The Ghosts That Haunt Me                  | 30. Apr. 2020        | 16. Nov. 2020                         | Pete Chatmon     | Tyrone Finch                    | 5,58 Mio.       |
| 42         | 15        | Dunkle Schatten           | Bad Guy                                   | 7. Mai 2020          | 16. Nov. 2020                         | DeMane Davis     | Kiley Donovan                   | 5,57 Mio.       |
| 43         | 16        | Erschütterungen           | Louder Than a Bomb                        | 14. Mai 2020         | 23. Nov. 2020                         | Paris Barclay    | Emmylou Diaz                    | 5,91 Mio.       |

## Staffel 4
Die vierte Staffel wurde vom 12. November 2020 bis zum 3. Juni 2021 auf ABC ausgestrahlt. Die deutschsprachige Erstveröffentlichung wurde vom 21. April bis 1. September 2021 bei Disney+ sowie bei Joyn per Streaming veröffentlicht.
| Nr. (ges.) | Nr. (St.) | Deutscher Titel                                          | Originaltitel              | Erstausstrahlung USA | Deutschsprachige Erstveröffentlichung (D/A/CH) | Regie               | Drehbuch                                            | Zuschauer (USA) |
| ---------- | --------- | -------------------------------------------------------- | -------------------------- | -------------------- | ---------------------------------------------- | ------------------- | --------------------------------------------------- | --------------- |
| 44         | 1         | Nichts scheint gleich zu sein                            | Nothing Seems the Same     | 12. Nov. 2020        | 21. Apr. 2021                                  | Paris Barclay       | Kiley Donovan                                       | 6,59 Mio.       |
| 45         | 2         | UngezähmtVerrückte Welt 1                                | Wild World                 | 19. Nov. 2020        | 28. Apr. 2021                                  | Bethany Rooney      | Emmylou Diaz                                        | 5,66 Mio.       |
| 46         | 3         | FamilienbandeWir sind eine Familie 1                     | We Are Family              | 3. Dez. 2020         | 5. Mai 2021                                    | Paris Barclay       | Zaiver Sinnett                                      | 5,58 Mio.       |
| 47         | 4         | Kein Blick zurückBlicke nicht im Zorn zurück 1           | Don’t Look Back in Anger   | 10. Dez. 2020        | 12. Mai 2021                                   | Bethany Rooney      | Brian Anthony                                       | 5,58 Mio.       |
| 48         | 5         | EskalationAußer Kontrolle 1                              | Out of Control             | 17. Dez. 2020        | 19. Mai 2021                                   | Michael Medico      | Tyrone Finch                                        | 5,63 Mio.       |
| 49         | 6         | Nie wiederDer Zug ist abgefahren 1                       | Train in Vain              | 11. März 2021        | 26. Mai 2021                                   | Allison Liddi-Brown | Meghann Plunkett Idee: Rob Giles & Meghann Plunkett | 5,40 Mio.       |
| 50         | 7         | AbsprungFreiflug 1                                       | Learning to Fly            | 18. März 2021        | 2. Juni 2021                                   | Sam Forman          | Michael Medico                                      | 5,10 Mio.       |
| 51         | 8         | Was zusammen gehörtMach dir nichts vor – er gehört mir 1 | Make No Mistake, He’s Mine | 25. März 2021        | 7. Juli 2021                                   | Allison Liddi-Brown | Shalisha Francis-Feusner                            | 5,26 Mio.       |
| 52         | 9         | Niemand ist allein                                       | No One Is Alone            | 1. Apr. 2021         | 14. Juli 2021                                  | Stacey K. Black     | Rochelle Zimmerman                                  | 4,78 Mio.       |
| 53         | 10        | PrioritätenRette dich 1                                  | Save Yourself              | 8. Apr. 2021         | 21. Juli 2021                                  | David Greenspan     | Emily Culver                                        | 4,87 Mio.       |
| 54         | 11        | Es geht wieder losUnd noch einmal 1                      | Here It Comes Again        | 15. Apr. 2021        | 28. Juli 2021                                  | Karen Gaviola       | Emmylou Diaz & Tyrone Finch                         | 5,10 Mio.       |
| 55         | 12        | Mit anderen Augen                                        | Get Up, Stand Up           | 22. Apr. 2021        | 4. Aug. 2021                                   | Daryn Okada         | Krista Vernoff                                      | 4,47 Mio.       |
| 56         | 13        | Rettungsanker                                            | I Guess I’m Floating       | 6. Mai 2021          | 11. Aug. 2021                                  | Paris Barclay       | Daniel K. Hoh                                       | 4,52 Mio.       |
| 57         | 14        | Betäubt                                                  | Comfortably Numb           | 20. Mai 2021         | 18. Aug. 2021                                  | Peter Paige         | Kiley Donovan                                       | 4,92 Mio.       |
| 58         | 15        | Kein Vergessen                                           | Say Her Name               | 27. Mai 2021         | 25. Aug. 2021                                  | Oliver Bokelberg    | Zaiver Sinnett & Rochelle Zimmerman                 | 4,59 Mio.       |
| 59         | 16        | Für immer und ewig                                       | Forever and Ever, Amen     | 3. Juni 2021         | 1. Sep. 2021                                   | Paris Barclay       | Kiley Donovan                                       | 4,90 Mio.       |

## Staffel 5
Die fünfte Staffel wurde vom 30. September 2021 bis zum 19. Mai 2022 auf ABC ausgestrahlt. Die deutschsprachige Erstveröffentlichung fand vom 21. März bis zum 1. August 2022 bei Disney+ sowie bei Joyn per Streaming statt.
| Nr. (ges.) | Nr. (St.) | Deutscher Titel         | Originaltitel                     | Erstausstrahlung USA | Deutschsprachige Erstveröffentlichung (D/A/CH) | Regie              | Drehbuch                           | Zuschauer (USA) |
| ---------- | --------- | ----------------------- | --------------------------------- | -------------------- | ---------------------------------------------- | ------------------ | ---------------------------------- | --------------- |
| 60         | 1         | Phönix aus den Flammen  | Phoenix from the Flame            | 30. Sep. 2021        | 21. März 2022                                  | Stacey K. Black    | Krista Vernoff                     | 5,04 Mio.       |
| 61         | 2         | Knock-out               | Can’t Feel My Face                | 7. Okt. 2021         | 21. März 2022                                  | Peter Paige        | Kiley Donovan                      | 4,29 Mio.       |
| 62         | 3         | Hitzewelle              | Too Darn Hot                      | 14. Okt. 2021        | 28. März 2022                                  | Michael Medico     | Rochelle Zimmerman                 | 4,29 Mio.       |
| 63         | 4         | Ganz oder gar nicht     | 100% or Nothing                   | 21. Okt. 2021        | 4. Apr. 2022                                   | Sheelin Choksey    | Emily Culver                       | 4,65 Mio.       |
| 64         | 5         | Schneise der Verwüstung | Things We Lost in the Fire        | 11. Nov. 2021        | 18. Apr. 2022                                  | Daryn Okada        | Henry Robles                       | 4,58 Mio.       |
| 65         | 6         | Weitermachen            | Little Girl Blue                  | 18. Nov. 2021        | 2. Mai 2022                                    | Diana C. Valentine | Tyrone Finch & Meghann Plunkett    | 4,85 Mio.       |
| 66         | 7         | Weichenstellung         | A House Is Not a Home             | 9. Dez. 2021         | 9. Mai 2022                                    | David Greenspan    | Leah Gonzalez                      | 4,07 Mio.       |
| 67         | 8         | All meine Wünsche       | All I Want for Christmas Is You   | 16. Dez. 2021        | 16. Mai 2022                                   | Peter Paige        | Zaiver Sinnett                     | 4,69 Mio.       |
| 68         | 9         | Die neue Chefin         | Started from the Bottom           | 24. Feb. 2022        | 23. Mai 2022                                   | Paula Hunziker     | Emily Culver                       | 4,98 Mio.       |
| 69         | 10        | Geisterjäger            | Searching for the Ghost           | 3. März 2022         | 6. Juni 2022                                   | Oliver Bokelberg   | Staci Okunola                      | 4,46 Mio.       |
| 70         | 11        | Zündstoff               | The Little Things You Do Together | 10. März 2022        | 13. Juni 2022                                  | Tessa Blake        | Kiley Donovan & Rochelle Zimmerman | 4,25 Mio.       |
| 71         | 12        | Bewährungsprobe         | In My Tree/Who’s Gonna Miss Me?   | 17. März 2022        | 20. Juni 2022                                  | Tamika Miller      | Daniel K. Hoh                      | 4,24 Mio.       |
| 72         | 13        | Liebe oder nicht?       | Cold Blue Steel and Sweet Fire    | 24. März 2022        | 27. Juni 2022                                  | Paris Barclay      | Alex Fernandez                     | 4,60 Mio.       |
| 73         | 14        | Allein im Dunkeln       | Alone in the Dark                 | 31. März 2022        | 4. Juli 2022                                   | Stacey K. Black    | Zaiver Sinnett                     | 4,44 Mio.       |
| 74         | 15        | Gegenwehr               | When the Party’s Over             | 7. Apr. 2022         | 11. Juli 2022                                  | Daryn Okada        | Meghann Plunkett                   | 4,52 Mio.       |
| 75         | 16        | Der Tod und das Mädchen | Death and the Maiden              | 5. Mai 2022          | 18. Juli 2022                                  | Jason George       | Rochelle Zimmerman & Leah Gonzalez | 4,28 Mio.       |
| 76         | 17        | Nachholbedarf           | The Road You Didn’t Take          | 12. Mai 2022         | 25. Juli 2022                                  | Paula Hunziker     | Henry Robles & Staci Okunola       | 3,95 Mio.       |
| 77         | 18        | Heiße Eisen             | Crawl Out Through the Fallout     | 19. Mai 2022         | 1. Aug. 2022                                   | Stacey K. Black    | Kiley Donovan                      | 4,28 Mio.       |

## Staffel 6
Die sechste Staffel wurde vom 6. Oktober 2022 bis zum 18. Mai 2023 auf ABC ausgestrahlt. Die deutschsprachige Erstausstrahlung der ersten Folge fand am 10. April 2023 beim Schweizer Free-TV-Sender SRF zwei statt. Die weiteren Folgen werden seit dem 17. April 2023 auf Disney+ veröffentlicht.
| Nr. (ges.) | Nr. (St.) | Deutscher Titel                  | Originaltitel                                             | Erstausstrahlung USA | Deutschsprachige Erstveröffentlichung (CH) | Regie           | Drehbuch                               | Zuschauer (USA) |
| ---------- | --------- | -------------------------------- | --------------------------------------------------------- | -------------------- | ------------------------------------------ | --------------- | -------------------------------------- | --------------- |
| 78         | 1         | Tornado                          | Twist and Shout                                           | 6. Okt. 2022         | 10. Apr. 2023                              | Stacey K. Black | Krista Vernoff & Kiley Donovan         | 4,20 Mio.       |
| 79         | 2         | Hinter geschlossenen Türen       | Everybody’s Got Something to Hide Except Me and My Monkey | 13. Okt. 2022        | 17. Apr. 2023                              | Peter Paige     | Henry Robles                           | 3,70 Mio.       |
| 80         | 3         | In guten und in schlechten Tagen | Dancing with Our Hands Tied                               | 20. Okt. 2022        | 24. Apr. 2023                              | Tamika Miller   | Daniel Arkin                           | 3,90 Mio.       |
| 81         | 4         | Dämonen                          | Demons                                                    | 27. Okt. 2022        | 1. Mai 2023                                | Michael Medico  | Emily Culver                           | 3,87 Mio.       |
| 82         | 5         | Zurück auf Los                   | Pick Up the Pieces                                        | 3. Nov. 2022         | 8. Mai 2023                                | Jason George    | Mellow Brown                           | 3,52 Mio.       |
| 83         | 6         | Reibungsverluste                 | Everybody Says Don’t                                      | 10. Nov. 2022        | 15. Mai 2023                               | Daryn Okada     | Rochelle Zimmerman                     | 3,98 Mio.       |
| 84         | 7         | Trümmer                          | We Build Then We Break                                    | 23. Feb. 2023        | 29. Mai 2023                               | Peter Paige     | Zaiver Sinnett                         | 3,97 Mio.       |
| 85         | 8         | Ein sicherer Ort                 | I Know a Place                                            | 2. März 2023         | 5. Juni 2023                               | Paula Hunziker  | Leah Gonzalez                          | 3,83 Mio.       |
| 86         | 9         | Wer du wirklich bist             | Come as You Are                                           | 9. März 2023         | 12. Juni 2023                              | Tamika Miller   | Staci Okunola                          | 3,97 Mio.       |
| 87         | 10        | Verkalkuliert                    | Even Better Than the Real Thing                           | 16. März 2023        | 19. Juni 2023                              | Paris Barclay   | Alex Fernandez                         | 4,30 Mio.       |
| 88         | 11        | Bauchgefühl                      | Could I Leave You?                                        | 23. März 2023        | 26. Juni 2023                              | Michael Medico  | Rochelle Zimmerman & Beresford Bennett | 3,88 Mio.       |
| 89         | 12        | Vor aller Augen                  | Never Gonna Give You Up                                   | 30. März 2023        | 3. Juli 2023                               | Kelly Park      | Meghann Plunkett                       | 3,76 Mio.       |
| 90         | 13        | Nichts hält ewig                 | It’s All Gonna Break                                      | 6. Apr. 2023         | 10. Juli 2023                              | David Greenspan | Benjamin Hayes                         | 3,70 Mio.       |
| 91         | 14        | Lass alles raus                  | Get it All Out                                            | 13. Apr. 2023        | 17. Juli 2023                              | Stacey K. Black | Peter Paige                            | 3,91 Mio.       |
| 92         | 15        | Ein hoher Preis                  | What Are You Willing to Lose                              | 20. Apr. 2023        | 24. Juli 2023                              | Paris Barclay   | Zavier Sinnett & Henry Robles          | 3,96 Mio.       |
| 93         | 16        | Schmutzige Wäsche                | Dirty Laundry                                             | 4. Mai 2023          | 31. Juli 2023                              | Danielle Savre  | Emily Culver                           | 3,79 Mio.       |
| 94         | 17        | Aufarbeitung                     | All These Things That I’ve Done                           | 11. Mai 2023         | 7. Aug. 2023                               | Yangzom Brauen  | Staci Okunola & Leah Gonzalez          | 3,51 Mio.       |
| 95         | 18        | Der letzte Tanz                  | Glamorous Life                                            | 18. Mai 2023         | 14. Aug. 2023                              | Stacey K. Black | Zoanne Clack                           | 3,72 Mio.       |

## Staffel 7
Die siebte Staffel wurde vom 14. März bis zum 30. Mai 2024 auf ABC ausgestrahlt. Die deutschsprachige Erstveröffentlichung fand vom 1. Juli bis zum 9. September 2024 bei Disney+ per Streaming statt.
| Nr. (ges.) | Nr. (St.) | Deutscher Titel         | Originaltitel                         | Erstausstrahlung USA | Deutschsprachige Erstveröffentlichung (D/A/CH) | Regie               | Drehbuch                           | Zuschauer (USA) |
| ---------- | --------- | ----------------------- | ------------------------------------- | -------------------- | ---------------------------------------------- | ------------------- | ---------------------------------- | --------------- |
| 96         | 1         | Offene Baustellen       | This Woman’s Work                     | 14. März 2024        | 1. Juli 2024                                   | Paris Barclay       | Henry Robles                       | 2,79 Mio.       |
| 97         | 2         | Trauerarbeit            | Good Grief                            | 21. März 2024        | 8. Juli 2024                                   | Tessa Blake         | Meghann Plunkett                   | 2,62 Mio.       |
| 98         | 3         | Akzeptanz               | True Colors                           | 28. März 2024        | 22. Juli 2024                                  | Peter Paige         | Staci Okunola                      | 2,48 Mio.       |
| 99         | 4         | Die endlose Schicht     | Trouble Man                           | 4. Apr. 2024         | 29. Juli 2024                                  | Stefania Spampinato | Mellow Brown & Sybil Azur          | 2,57 Mio.       |
| 100        | 5         | Neue Wege               | My Way                                | 11. Apr. 2024        | 5. Aug. 2024                                   | Daryn Okada         | Emily Culver & Alex Fernandez      | 2,40 Mio.       |
| 101        | 6         | Nichts ist sicher       | With So Little To Be Sure Of          | 2. Mai 2024          | 12. Aug. 2024                                  | Boris Kodjoe        | Rochelle Zimmerman                 | 2,16 Mio.       |
| 102        | 7         | Voller Einsatz          | Give It All                           | 9. Mai 2024          | 19. Aug. 2024                                  | David Greenspan     | Leah Gonzalez & Heidi-Marie Ferren | 2,31 Mio.       |
| 103        | 8         | Krisenbewältigung       | Ushers Of The New World               | 16. Mai 2024         | 26. Aug. 2024                                  | Letia Solomon       | Shernold Edward & Beresford Bennet | 1,93 Mio.       |
| 104        | 9         | Ohne dich geht es nicht | How Am I Supposed to Live Without You | 23. Mai 2024         | 2. Sep. 2024                                   | Tessa Blake         | Zaiver Sinnett                     | 2,40 Mio.       |
| 105        | 10        | Zu guter Letzt          | One Last Time                         | 30. Mai 2024         | 9. Sep. 2024                                   | Peter Paige         | Zoanne Clack                       | 2,90 Mio.       |